# Erzbahn (Bochum)
| Als Radweg umgebaute Erzbahntrasse (blau) |                      |                                                        |                                                        |
| Spurweite: | 1435 mm (Normalspur) |                                                        |                                                        |
| |                      |                                                        |                                                        |
| \| \| \| Hafen Grimberg \| \| \| \| \| Bahnstrecke Bochum–Essen/Oberhausen \| \| \| \| \| Anschl. Zeche Unser Fritz \| \| \| \| \| \| \| \| \| \| Anschl. Zeche Pluto, Schacht Wilhelm \| \| \| \| \| Bahnstrecke Duisburg-Ruhrort–Dortmund \| \| \| \| \| Anschl. Zeche Pluto V \| \| \| \| \| \| \| \| \| \| Anschl. Schalker Verein \| \| \| \| \| Bahnstrecke Duisburg–Dortmund \| \| \| \| \| Anschl. Zeche Alma \| \| \| \| \| Bahnstrecke Kray–Wanne \| \| \| \| \| Anschl. \| \| \| \| \| Bahnstrecke Gelsenkirchen–Wanne-Eickel \| \| \| \| \| Carolinenglücker Bahn von GE-Wattenscheid \| \| \| \| \| Anschl. Zeche Carolinenglück \| \| \| \| \| Bahnstrecke Osterath–Dortmund Süd \| \| \| \| \| (Ende des Radweges auf der historischen Erzbahntrasse) \| \| \| \| \| Anschl. Thyssenkrupp Steel Europe \| \| \| \| \| \| \| \| \| \| nach Bochum-Präsident Gbf \| \| \| \| \| Anschluss Bochumer Verein \| \| \| \| \| \| \| \| \| \| von BO-Riemke \| \| \| \| \| Bochumer Verein (Awanst) \| \| \| \| \| nach Bochum Hbf \| \| \| \| \| \| \| \| Quellen: [1] \| \| \| \| |                      |                                                        |                                                        |
| Betriebs-/Güterbahnhof Streckenanfang (Strecke außer Betrieb) |                      | Hafen Grimberg                                         | Hafen Grimberg                                         |
| Kreuzung geradeaus unten (Strecke geradeaus außer Betrieb) |                      | Bahnstrecke Bochum–Essen/Oberhausen                    | Bahnstrecke Bochum–Essen/Oberhausen                    |
| Abzweig geradeaus und von links (Strecke außer Betrieb) |                      | Anschl. Zeche Unser Fritz                              | Anschl. Zeche Unser Fritz                              |
| Dienststation / Betriebs- oder Güterbahnhof (Strecke außer Betrieb) |                      |                                                        |                                                        |
| Abzweig geradeaus und nach links (Strecke außer Betrieb) |                      | Anschl. Zeche Pluto, Schacht Wilhelm                   | Anschl. Zeche Pluto, Schacht Wilhelm                   |
| Kreuzung geradeaus oben (Strecke geradeaus außer Betrieb) |                      | Bahnstrecke Duisburg-Ruhrort–Dortmund                  | Bahnstrecke Duisburg-Ruhrort–Dortmund                  |
| Abzweig geradeaus und von links (Strecke außer Betrieb) |                      | Anschl. Zeche Pluto V                                  | Anschl. Zeche Pluto V                                  |
| Dienststation / Betriebs- oder Güterbahnhof (Strecke außer Betrieb) |                      |                                                        |                                                        |
| Abzweig geradeaus und nach rechts (Strecke außer Betrieb) |                      | Anschl. Schalker Verein                                | Anschl. Schalker Verein                                |
| Kreuzung geradeaus oben (Strecke geradeaus außer Betrieb) |                      | Bahnstrecke Duisburg–Dortmund                          | Bahnstrecke Duisburg–Dortmund                          |
| Abzweig geradeaus und nach rechts (Strecke außer Betrieb) |                      | Anschl. Zeche Alma                                     | Anschl. Zeche Alma                                     |
| Kreuzung geradeaus oben (Strecken außer Betrieb) |                      | Bahnstrecke Kray–Wanne                                 | Bahnstrecke Kray–Wanne                                 |
| Abzweig geradeaus und nach rechts (Strecke außer Betrieb) |                      | Anschl.                                                | Anschl.                                                |
| Kreuzung geradeaus oben (Strecken außer Betrieb) |                      | Bahnstrecke Gelsenkirchen–Wanne-Eickel                 | Bahnstrecke Gelsenkirchen–Wanne-Eickel                 |
| Abzweig geradeaus und von rechts (Strecke außer Betrieb) |                      | Carolinenglücker Bahn von GE-Wattenscheid              | Carolinenglücker Bahn von GE-Wattenscheid              |
| Dienststation / Betriebs- oder Güterbahnhof (Strecke außer Betrieb) |                      | Anschl. Zeche Carolinenglück                           | Anschl. Zeche Carolinenglück                           |
| Kreuzung geradeaus oben (Strecken außer Betrieb) |                      | Bahnstrecke Osterath–Dortmund Süd                      | Bahnstrecke Osterath–Dortmund Süd                      |
| Grenze (Strecke außer Betrieb) |                      | (Ende des Radweges auf der historischen Erzbahntrasse) | (Ende des Radweges auf der historischen Erzbahntrasse) |
| Abzweig ehemals geradeaus und von rechts |                      | Anschl. Thyssenkrupp Steel Europe                      | Anschl. Thyssenkrupp Steel Europe                      |
| Blockstelle |                      |                                                        |                                                        |
| Abzweig geradeaus und nach links |                      | nach Bochum-Präsident Gbf                              | nach Bochum-Präsident Gbf                              |
| Abzweig geradeaus und von rechts |                      | Anschluss Bochumer Verein                              | Anschluss Bochumer Verein                              |
| Betriebs-/Güterbahnhof Strecke ab hier außer Betrieb |                      |                                                        |                                                        |
| Abzweig ehemals geradeaus und von links |                      | von BO-Riemke                                          | von BO-Riemke                                          |
| ehemalige Blockstelle |                      | Bochumer Verein (Awanst)                               | Bochumer Verein (Awanst)                               |
| Strecke |                      | nach Bochum Hbf                                        | nach Bochum Hbf                                        |
| |                      |                                                        |                                                        |
| Quellen: |                      |                                                        |                                                        |

Die Erzbahn in Bochum war eine Eisenbahnstrecke zur Versorgung der Hochöfen des Bochumer Vereins mit Eisenerz. Sie nahm ihren Anfang in Gelsenkirchen am Rhein-Herne-Kanal und führte über etwa neun Kilometer südlich zum ehemaligen Bochumer Verein am Rande der Bochumer Innenstadt.

## Geschichte

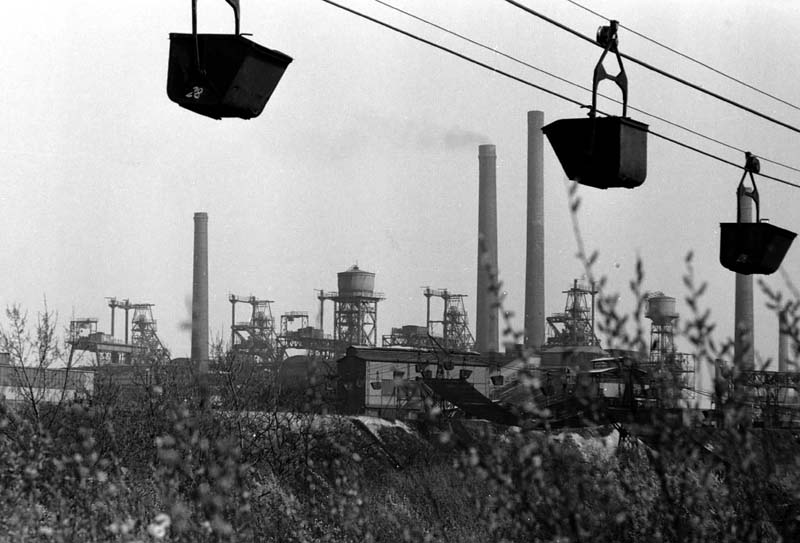
Ehemalige Seilbahn von Zeche Carolinenglück zum Bochumer Verein

Die Eisenbahntrasse wurde südlich des Rhein-Herne-Kanals in mehreren Abschnitten errichtet; die Brücken an der Bahntrasse geben einen Einblick in die jeweilige Brückenbautechnik über einen Zeitraum von 30 Jahren. Baubeginn war 1901 und es wurde unter anderem das Stahlwerk Schalker Verein an die Schiene angeschlossen. Aufgrund zahlreich vorhandener Verkehrsverbindungen in Ost-West-Richtung im Verlauf der Erzbahn wurde die Strecke auf einem zirka 15 Meter hohen Damm mit 15 Brücken verlegt. Mit Errichtung der Pfeilerbrücke erhielt 1918/19 die Zeche Alma in Gelsenkirchen einen Bahnanschluss. Erst in der letzten Ausbaustufe 1930 wurde die Strecke bis zum Stahlwerk Bochumer Verein ausgebaut und diente dem Erztransport. Gleichzeitig war sie über die Güterstrecke Gelsenkirchen–Wanne-Eickel ein wichtiger Gleisanschluss für die Zeche Carolinenglück und deren Kokerei, die nur 1,5 Kilometer nördlich der Hochöfen des Bochumer Vereins lag.
Nach Beendigung des Hochofenbetriebs beim Bochumer Verein in den sechziger Jahren wurde die Erzbahn nicht mehr benötigt und verfiel allmählich. Frühere Pläne zur anderweitigen Nutzung der Trasse wurden nicht ausgeführt, damit blieb ein Grünzug in Nord-Süd-Richtung in einem dicht besiedelten Gebiet erhalten. Von 2002 bis 2008 wurde die Trasse zu einem Bahnradweg umgebaut. Dadurch konnte der Westpark kreuzungsfrei mit dem Emscher-Radweg verbunden werden. Der Verlauf der Strecke auf einem Damm ermöglicht einen ausgezeichneten Blick auf die umliegende Industrie- und Siedlungslandschaft. Im Verlauf der Strecke befinden sich einige größere, zum Teil spektakuläre Brückenbauwerke, zu denen die neugebaute Erzbahnschwinge über die Gahlensche Straße, die Pfeilerbrücke und die Grimberger Sichel zählen. Im Jahr 2012 wurde die Strecke auf dem Abschnitt Erzbahnschwinge (Bochum) bis Pfeilerbrücke (Gelsenkirchen) durchgehend asphaltiert. Im Oktober 2016 wurde der nördlich anschließende Abschnitt (von der Pfeilerbrücke in Richtung Gelsenkirchen) asphaltiert.

## Beschreibung der Trasse

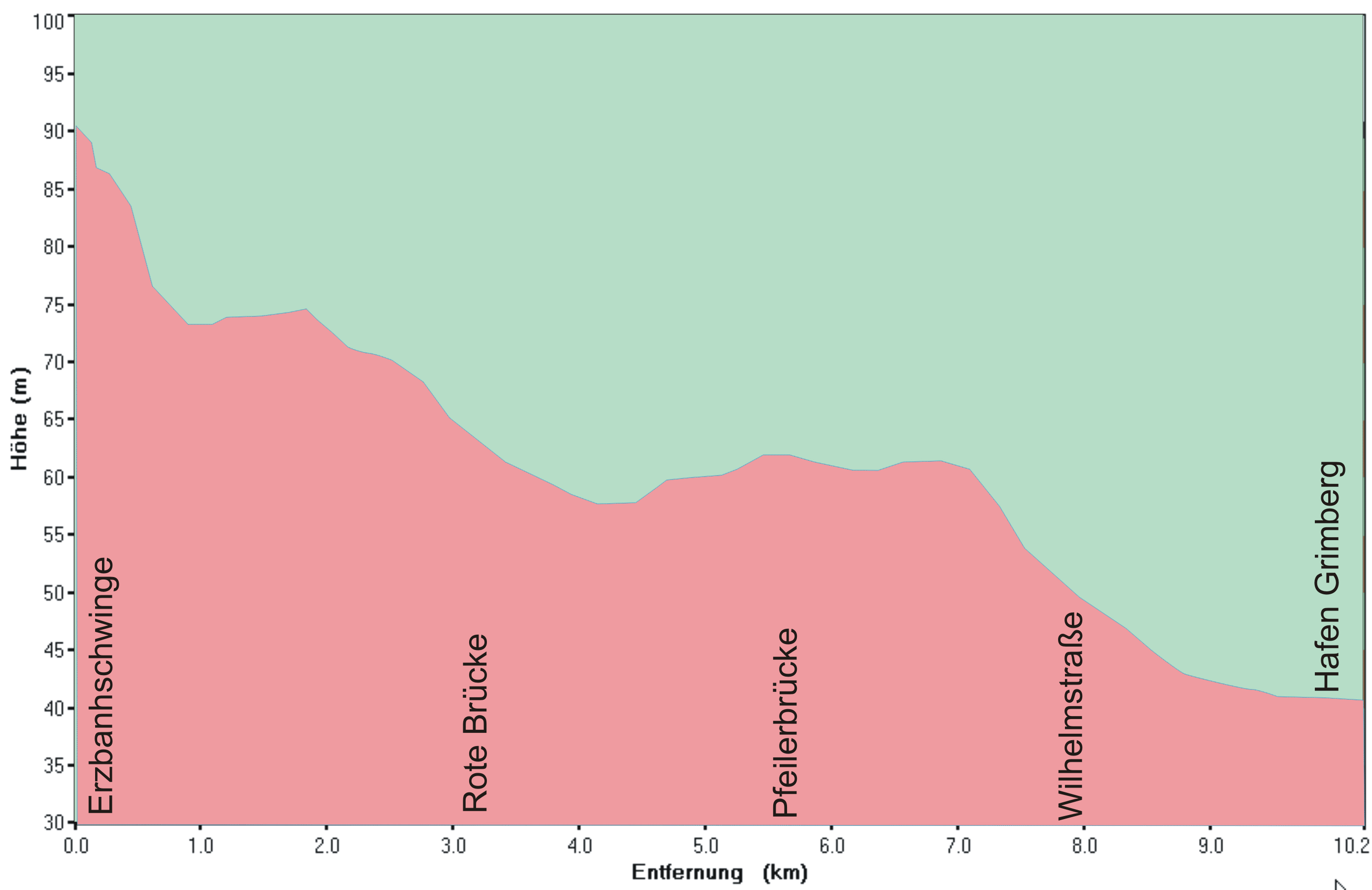
Höhenprofil der Erzbahntrasse

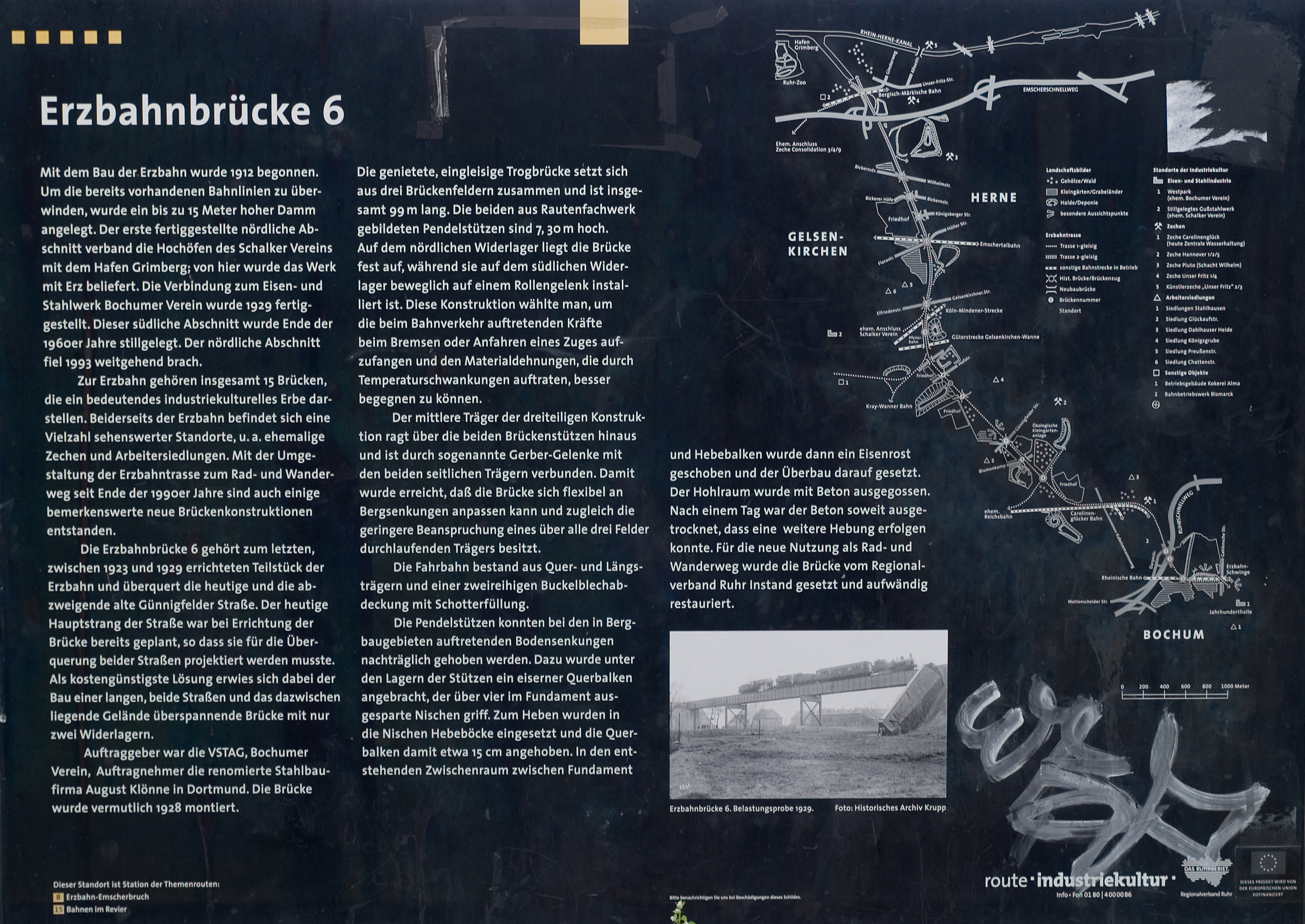
Infotafel des RVR an der Erzbahnbrücke 6 mit Lageplan und Hintergrundinformationen

Die Erzbahntrasse hat eine Gesamtlänge von neun Kilometern und beginnt am Westpark in Bochum (westliche Innenstadt). Nordwestlich der Jahrhunderthalle führt die Strecke über die Erzbahnschwinge (51° 29′ 3,4″ N, 7° 11′ 43,4″ O), die zuerst parallel zu der noch befahrenen Werkbahnverbindung der Thyssen-Krupp-Werke verläuft. Nach der Überquerung des Ruhrschnellweges A 40 tangiert der Weg das Gelände der Zeche Carolinenglück, die lange Zeit nicht nur über die Eisenbahntrasse, sondern mittels einer Seilbahn die Kokskohle für die Hochöfen des Bochumer Vereins lieferte. Über Schacht 2 steht ein um 1856 errichteter unscheinbarer Malakow-Turm und über Schacht 3 eines der seltenen Strebengerüste der Bauart Zschetzsche, das um 1912 errichtet wurde. Der Schacht wird noch befahren und dient der zentralen Wasserhaltung. Die Einstellung der Förderung der Zeche erfolgte 1964. Neben der Trasse haben sich nach der Zechenstilllegung Industriebetriebe (Verzinkerei Bochum GmbH, Schrottplatz, Geschäftsführer: Wolfgang Ochtrup) angesiedelt.
Im weiteren Verlauf tangiert der Weg die Siedlung Dahlhauser Heide in Bochum-Hordel. Der Bahndamm überragt hier das Gelände um zehn bis zwölf Meter. Der wuchtige Malakow-Turm über Schacht 1 der Zeche Hannover überragt die Baumwipfel. In Wattenscheid-Günnigfeld wird mit einem längeren Brückenbauwerk die Günnigfelder Straße überquert. Am Abzweig Ückendorf ist 2005 über die Trasse der Bahnstrecke Kray–Wanne der Anschluss zum Zollverein-Radweg geschaffen worden. Von hier kann über einen durchgängig fertiggestellten Radweg die Zeche Zollverein in Essen-Stoppenberg erreicht werden.
Auf der Erzbahntrasse folgt ein besonders eindrucksvoller Abschnitt mit der Pfeilerbrücke (51° 30′ 46,9″ N, 7° 8′ 19″ O). Der erste Teil überspannt die Güterzugstrecke Herne-Wanne-Gelsenkirchen. Es folgt ein Zwischenteil aus 21 Feldern, die aus genieteten Kastenprofilen bestehen. Im Zuge der Sanierung wurden für den Radweg Geländer angebracht. Es wurden genietete Stahlstützen und Betonstützen verwendet. Den letzten Teil bildet die Brücke über die Strecke der früheren Köln-Mindener Eisenbahn-Gesellschaft.
Die Brücke über die Elfriedenstraße bzw. Gelsenkircher Straße besteht aus zwei Teilen. Während der östliche zum Radweg umgebaut worden ist, liegen auf dem westlichen Teil noch die Gleise. Die Trasse bildet nunmehr die Grenze zwischen den Städten Gelsenkirchen und Herne. In kürzeren Abständen folgen Brückenbauwerke, und es wird die Emschertalbahn passiert. Östlich hat man einen Blick auf den Schacht Pluto-Wilhelm, dessen Fördergerüst wie das über Schacht XII der Zeche Zollverein auch von Fritz Schupp entworfen wurde. Die Höhe des Bahndamms über dem Geländeniveau nimmt im weiteren Verlauf kontinuierlich ab.
Es folgt der Doppelbrückenaufleger an der Wilhelmstraße. Die Trasse führt entlang der Pluto-Halde, die bislang kaum zugänglich ist. Auf der westlichen Seite verläuft der kanalisierte Hüller Bach. Die Autobahn A 42 wird unterquert und im Anschluss wird der Hafen Grimberg am Rhein-Herne-Kanal in Gelsenkirchen erreicht, der Endpunkt der ehemaligen Erzbahn.
In neuer Weiterführung verläuft der Radweg hier zunächst neben der Grimbergstraße auf Gelsenkirchener Stadtgebiet. Der Hüller Bach wird mit einer neu errichteten Brücke für den Fuß- und Radweg überquert. Kurz dahinter erreicht man die östliche Begrenzung der Zoom Erlebniswelt Gelsenkirchen (ehemaliger Ruhrzoo), in deren Landschaft Einblicke möglich sind. Am Nordost-Zipfel des Zoos wurde eine Brücke über den Rhein-Herne-Kanal errichtet, die als Grimberger Sichel bezeichnet wird (51° 32′ 50,3″ N, 7° 6′ 48,5″ O). Die Brückenteile wurden mit Hilfe eines Schwimmkrans am 25. Oktober 2008 zusammengefügt. Die offizielle Einweihung des letzten Teilabschnitts der Erzbahntrasse fand im Rahmen eines Festakts am 26. Oktober 2008 statt. Die Freigabe der Brücke für die Öffentlichkeit erfolgte Ende April 2009, die offizielle Eröffnungsfeier für die Brücke fand am 20. Juni 2009 statt. Gäste waren unter anderem der zuständige NRW-Minister Eckhard Uhlenberg, die Oberbürgermeister der beteiligten Städte und die Verantwortlichen vom Regionalverband Ruhr.
Mit der Querung des Kanals wird das Waldgebiet des Emscherbruchs erreicht. Von dort bestehen die Anschlüsse an den Kanalradweg oder an den Emscherradweg. Über diese Radwege kann in östlicher Richtung die König-Ludwig-Trasse erreicht werden, die wiederum längerfristig bis ins Münsterland ausgebaut werden soll. In nördlicher Richtung ist der Radweg zur Halde Hoheward und zur Halde Hoppenbruch sowie zur Zeche Ewald durch Querung der B 226 zu erreichen. An dieser Stelle wurde eine Fußgängerampel zur Entschärfung der unsicheren Verkehrssituation errichtet.

## Grubenwasserleitung
Die Zeche Carolinenglück dient seit ihrer Stilllegung 1964 noch der Wasserhaltung, das hochgepumpte salzreiche Grubenwasser wurde bis 2008 in den kanalisierten Hüller Mühlenbach eingeleitet, der in die Emscher mündet. Die Genehmigung für diese Einleitung in natürliche Wasserläufe erlosch 2010. Die Deutsche Steinkohle (DSK) baute daher zeitgleich und in Kooperation mit der Instandsetzung der Erzbahn durch den RVR eine Grubenwasserleitung in der Trasse sowie unter oder neben den Brückenbauwerken. Die Leitungen bestehen aus Stahlrohren, die innen mit einer Betonschalung ausgekleidet sind. Eines der beiden 400 mm Rohre ist ständig in Betrieb, das andere dient der Reserve. Eines der beiden 100 mm Rohre ist als Ablassmöglichkeit ausgelegt, das andere nimmt die Steuerungstechnik auf. Auf der Trasse gibt es Revisionsöffnungen im Boden, an den Brücken werden die Rohre teilweise unterhalb des Brückenkörpers (zum Beispiel Pfeilerbrücke), teilweise neben der Brücke (siehe Foto Florastraße unten) geführt.
2009 traten Undichtigkeiten an den abknickenden Rohrteilen auf, die seitdem im Rahmen der Gewährleistung behoben werden.

## Die Brücken im Einzelnen
| km   | Bezeichnung                                        | Abbildung | Anmerkung | Ort                 |
| ---- | -------------------------------------------------- | --------- | --- | ------------------- |
| 0,0  | Erzbahnschwinge                                    |           | Die Erzbahnschwinge befindet sich an der Jahrhunderthalle in Bochum. Auf ihr verlässt man den Westpark in Richtung Nordwesten. Konstruiert wurde diese Brücke von Jörg Schlaich. | Bochum              |
| 0,5  | Brücke über den Marbach und das Güterbahngleis     |           | An der Werksbahn zwischen den Kruppbetrieben in Bochum. Von Südwesten her gesehen. | Bochum              |
| 0,6  | Brücke über die Rheinische Bahn                    |           | Genietete, eingleisige und 46 Meter lange Fachwerkbrücke von 1928 | Bochum              |
| 1,0  | Brücke über die A 40                               |           | Zweigleisig, auf der einen Seite Stahlblech-Sichtschutz, auf der anderen Seite Gitter. | Bochum              |
| 1,1  | Brücke über die Darpestraße                        |           | Die Brücke über die Darpestraße befindet sich neben der A 40 in Bochum. Im Hintergrund ist der Schacht 3 der Zeche Carolinenglück zu sehen. Der Schacht wird für die zentrale Wasserhaltung weiterhin offen gehalten. Ansicht von Süden her. | Bochum              |
| 3,2  | 'Rote Brücke'                                      |           | 1926–1928 erstellte Brücke mit einer Spannweite von 45 Metern, die den etwa sechs Meter hohen Damm der ehemaligen Reichsbahnstrecke Gelsenkirchen-Wattenscheid nach Wanne überquert. Von Nordosten her gesehen | Bochum              |
| 3,6  | Brücke über die Straße Am Blumenkamp               |           | Blickrichtung Nordwest | Bochum              |
| 3,9  | Brücke über Günnigfelder Straße                    |           | Vermutlich 1928 montierte 99 Meter lange Brücke, die zur Nutzung als Radweg aufwändig restauriert wurde. Blickrichtung: Südosten | Bochum              |
| 4,7  | Brücke über dem Weg zwischen Tierheim und Friedhof |           | Nach der Stilllegung der Trasse wurde das Brückenteil demontiert. Im Zuge der neuen Nutzung wurde die Stahlbrücke auf den sanierten Widerlagern aufgesetzt. | Herne               |
| 5,1  | Brücke über die Hofstraße                          |           | Der Brückenauflieger aus einem Stahlkasten und Geländerseilverspannung ist im Rahmen der neuen Nutzung 2005 anstelle des demontierten Brückenteils aufgesetzt worden. | Herne               |
| 5,7  | Pfeilerbrücke                                      |           | Mit 344 m ist die Pfeilerbahn der längste Brückenabschnitt der Erzbahn. Sie wurde 1918–1919 errichtet, um die Zeche Alma an die Bahn anzuschließen. Die Fahrbahn der Brücke befindet sich 14 Meter über dem Erdniveau. Das Bauwerk überspannt mit zwei Fachwerkkonstruktionen von 33 Meter Länge die Güterbahnstrecke Gelsenkirchen-Wanne und mit 45,6 Metern die Köln-Mindener Eisenbahn. Dazwischen befinden sich 21 Stahlfelder mit einer Länge von jeweils 13,35 Metern, die mit dem Fundament verschraubt sind und so beim Auftreten von Bergschäden nachgerichtet werden konnten. Die Instandsetzung der Brücke ist Ende 2005 abgeschlossen worden. Während der Sanierung wurden die Kastenbrücken abgehoben. Das Bild zeigte den Blick aus NW, zirka 2/3 der Brückenlänge ist zu sehen. | Gelsenkirchen       |
| 6,1  | Brücke über Elfrieden- und Gelsenkircher Str.      |           | Die Brücke über die Elfrieden- bzw. Gelsenkircher Str. und den Hüller Bach wurde zwischen 1912 und 1914 errichtet. Aufnahme von November 2005 | Gelsenkirchen/Herne |
| 6,9  | Brücke über die Florastraße                        |           | Von Süden her gesehen. Rechts einige Rohre der Grubenwasserleitung. | Herne               |
| 7,2  | Brücke östlich des Gelsenkirchener Ostfriedhofs    |           | Der zweite Schienenstrang wurde zur Demonstration der ursprünglichen Strecke bewusst nicht abgebaut. | Herne               |
| 7,5  | Brücke über die Bickernstraße                      |           | Bickerer Höfe | Herne               |
| 7,8  | Brücke über die Wilhelmstraße                      |           | Die Spannweite dieser Brücke beträgt 20,2 Meter. Auf dieser Aufnahme von Dezember 2006 ist der Rad- und Wanderweg nördlich der Wilhelmstraße (im Hintergrund) noch nicht fertiggestellt. | Herne               |
| 9,5  | Brücke über den Hüller Bach                        |           | Die 2008 zwischen Zoo und Hafen gebaute Brücke über den Hüller Bach am Hafen Grimberg parallel zur Grimbergstraße in Gelsenkirchen-Bismarck von Nordwesten her gesehen | Gelsenkirchen       |
| 10,2 | Grimberger Sichel über den Rhein-Herne-Kanal       |           | → Hauptartikel : Grimberger Sichel | Gelsenkirchen       |

## Weitere Bilder

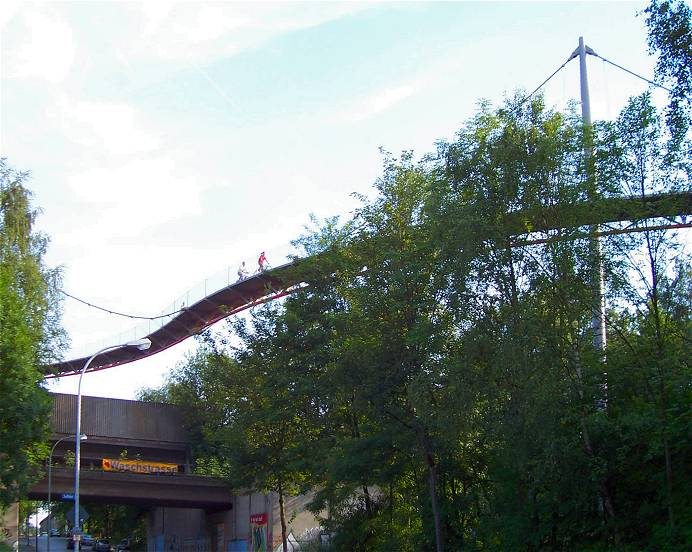
Erzbahnschwinge von unten
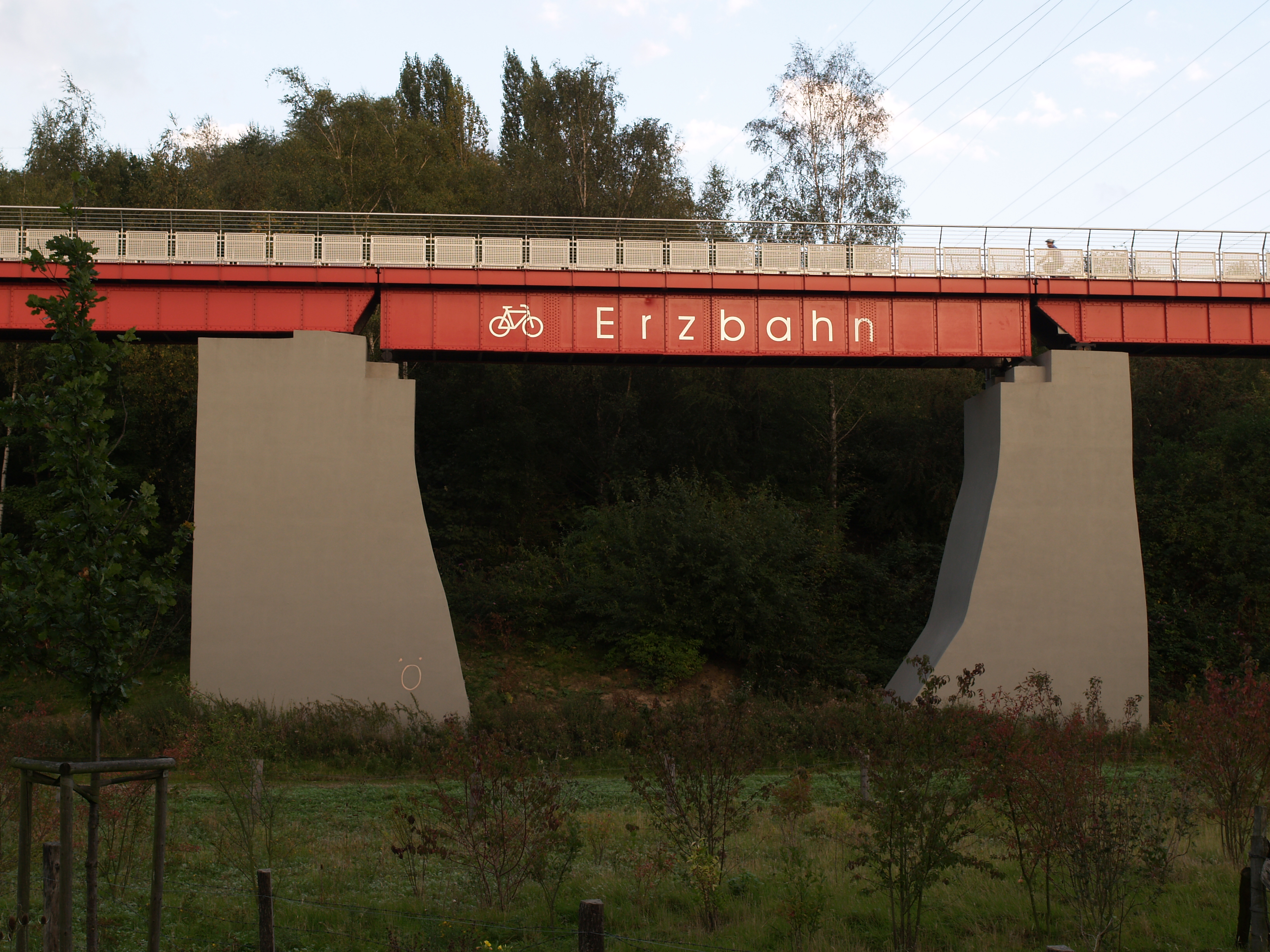
Mittelteil der Pfeilerbrücke
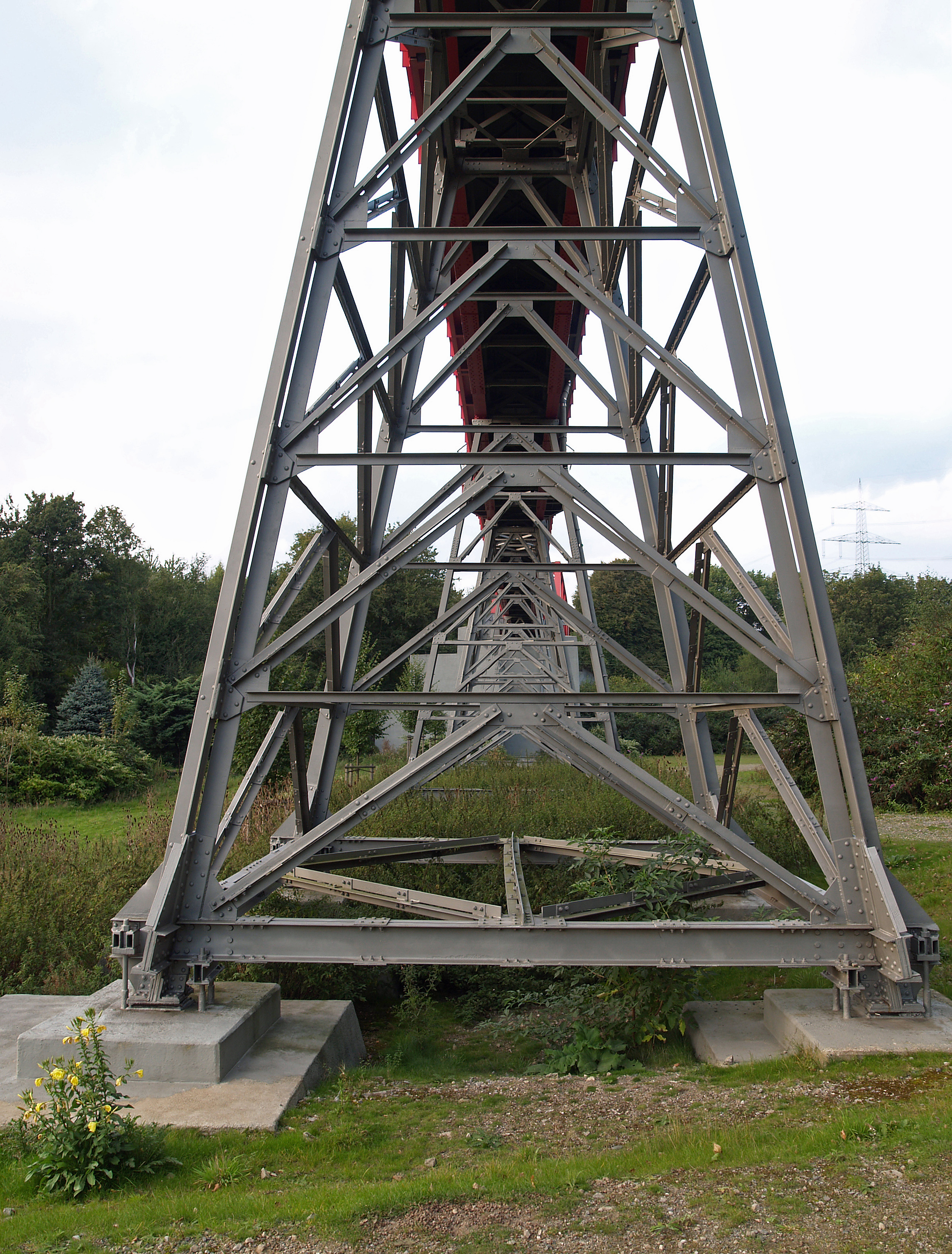
Pfeiler der Pfeilerbrücke
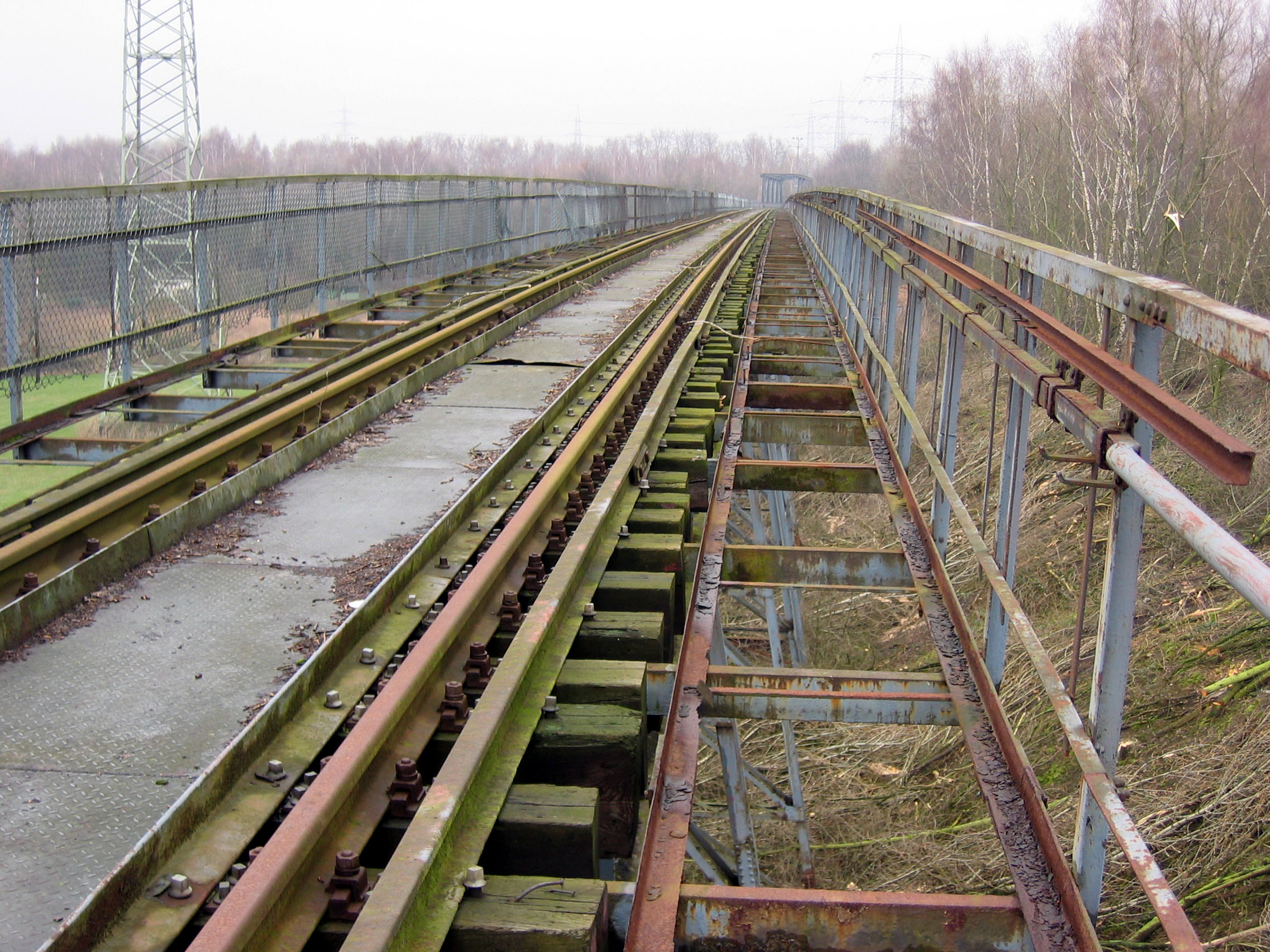
Pfeilerbrücke vor der Sanierung im Jahr 2004
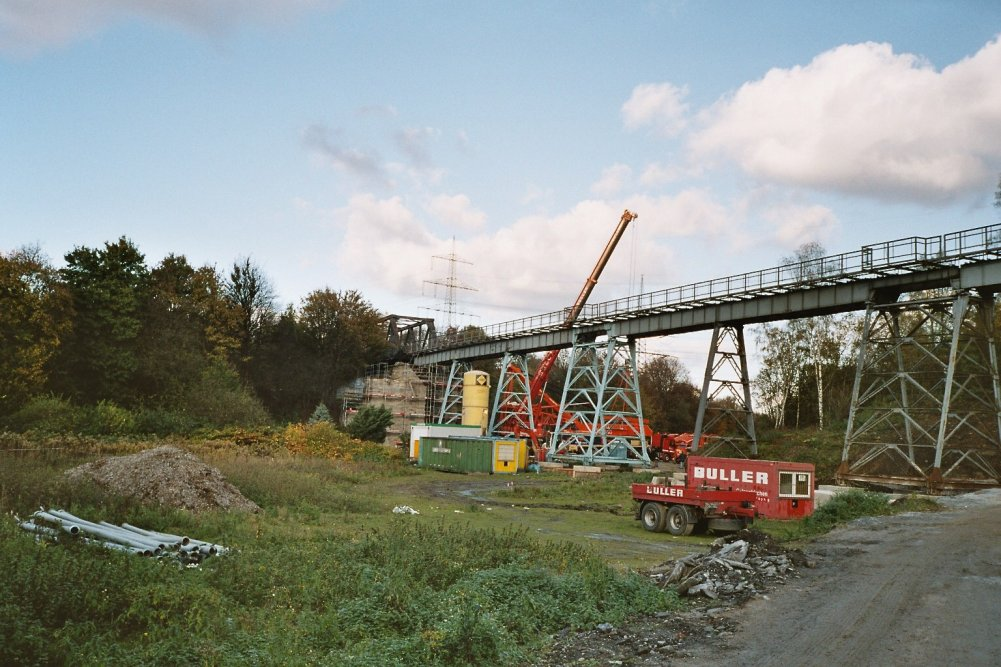
Bauarbeiten an der Pfeilerbrücke (2004)
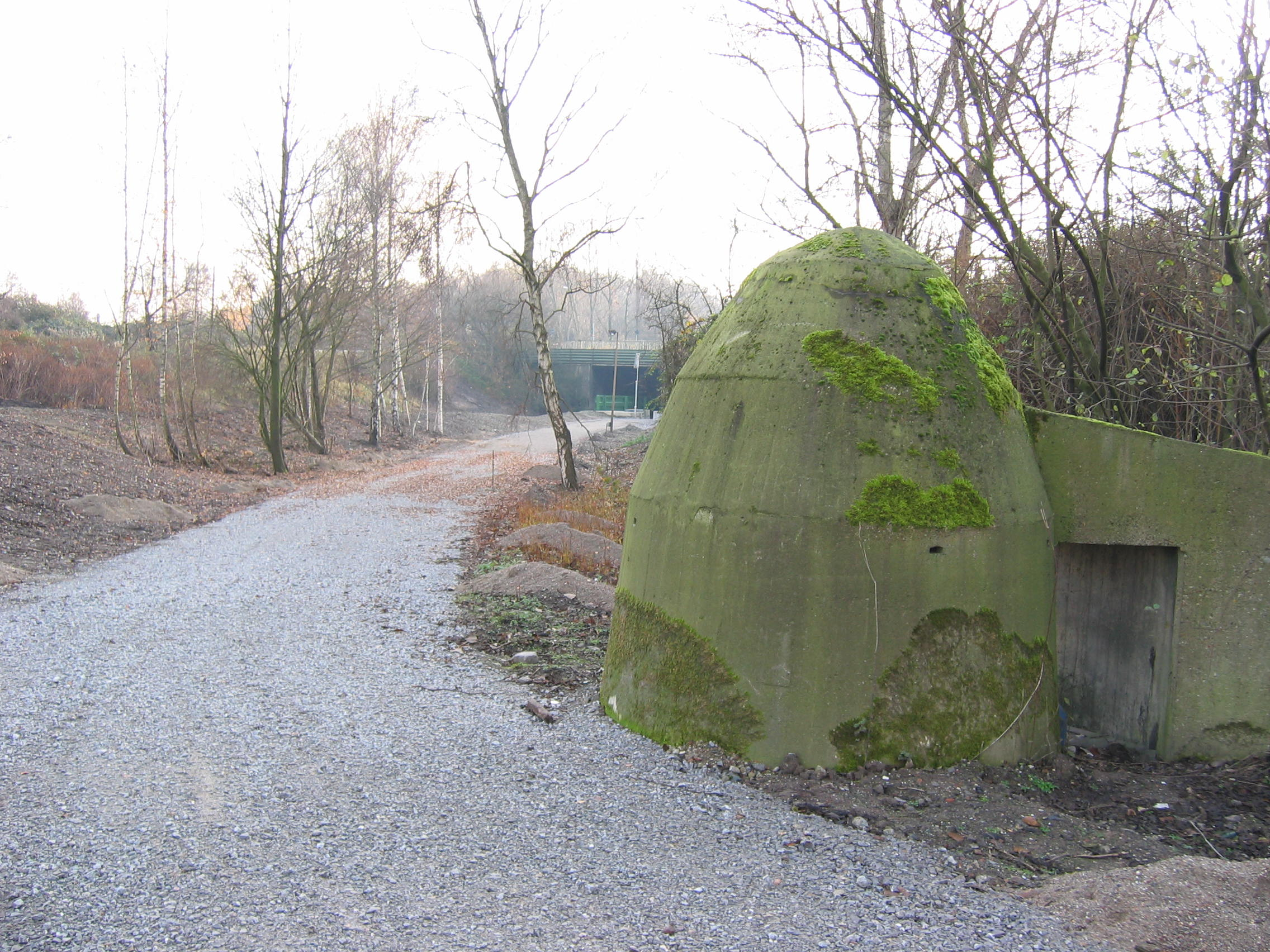
Erzbahntrasse am Hafen Grimberg (11/2007) mit einem der noch vorhandenen Bunker
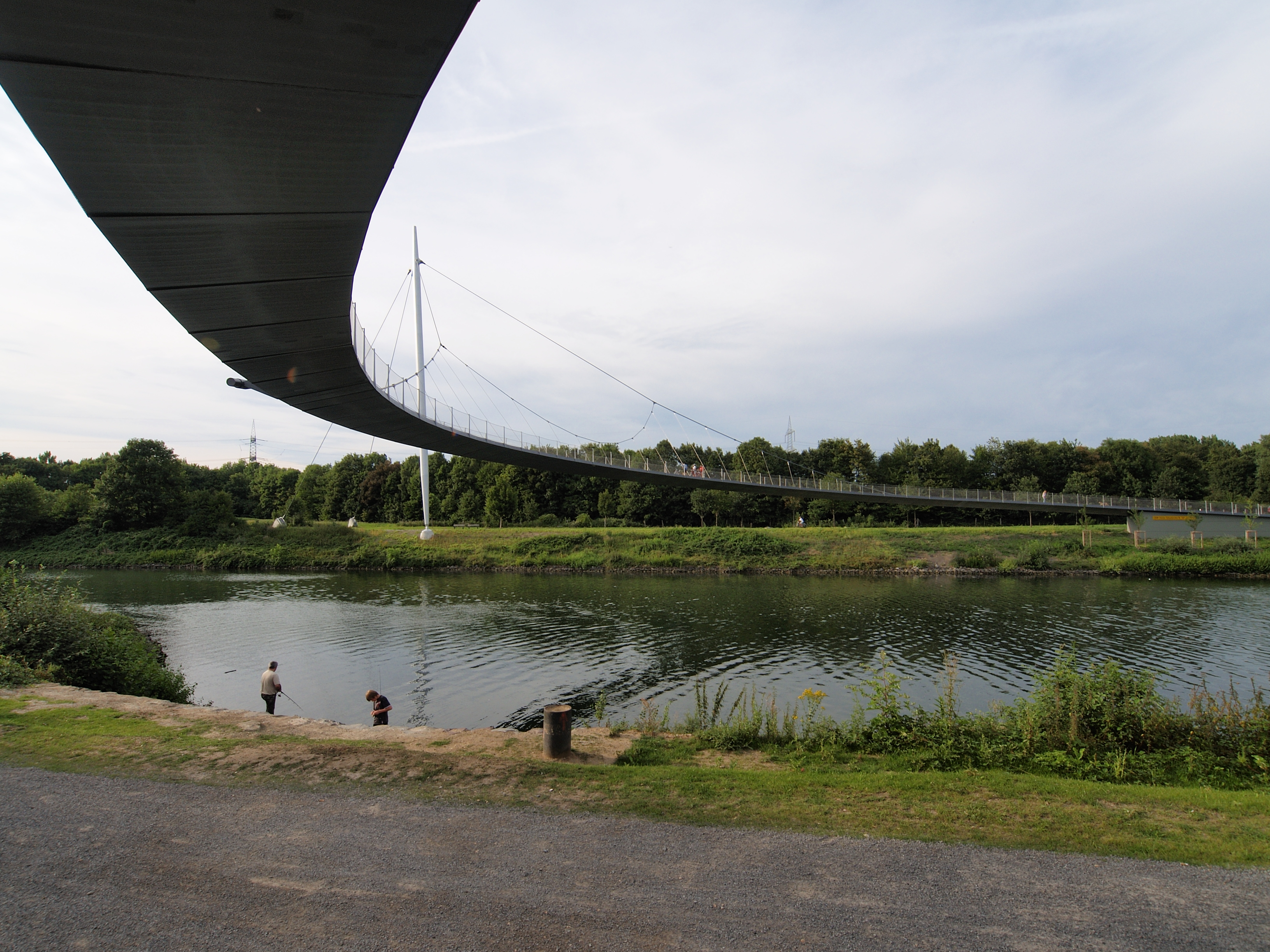
Sichelbrücke (scharfe Seite innen)